# Macrostemum obscurum
Macrostemum obscurum är en nattsländeart som först beskrevs av Banks 1920.  Macrostemum obscurum ingår i släktet Macrostemum och familjen ryssjenattsländor. Inga underarter finns listade i Catalogue of Life.